# الألعاب الثلاثية في أولمبياد 2004
في رياضة الألعاب الثلاثية في الألعاب الأولمبية الصيفية الثامنة والعشرون تنافس 100 رياضي ورياضية على ميداليتين ذهبيتين. تتضمن الألعاب الثلاثية 3 فعاليات وهي: السباحة لمسافة 1500 متر و 10 كم عدو و 40 كم سباق بالدرجات الهوائية على الترتيب. فاز هاميش كارتر من أستراليا بذهبية الرجال وكايت آلن من النمسا بذهبية النساء

## مسابقات الرجال
| الترتيب | الدولة                 | الميداليات | المجموع |
| 1       | أستراليا هاميش كارتر   | 1 ذهبية    | 1       |
| 2       | أستراليا بيفان دوكيرتي | 1 فضية     | 1       |
| 3       | سويسرا سفين رايدرير    | 1 برونزية  | 1       |

## مسابقات السيدات
| الترتيب | الدولة                        | الميداليات | المجموع |
| 1       | النمسا كايت آلن               | 1 ذهبية    | 1       |
| 2       | أستراليا لوريتاهاروب          | 1 فضية     | 1       |
| 3       | الولايات المتحدة سوزان وليامز | 1 برونزية  | 1       |